# Ѱ
Psi (Ѱ para mayúscula y ѱ para minúscula) es una letra obsoleta del alfabeto cirílico utilizada en el antiguo alfabeto eslavo eclesiástico. Su sonido correspondía al dígrafo /ps/, y tanto la forma como el sonido provienen de la letra griega psi (Ψ, ψ).

## Valor numérico
Este carácter tenía un valor de 700 en la antigua numeración eslava eclesiástica.

## Unicode
Los códigos son U+0470 para mayúscula y U+0471 para minúscula.
- Datos: Q424904
- Multimedia: Cyrillic Psi / Q424904